# Золотоноша

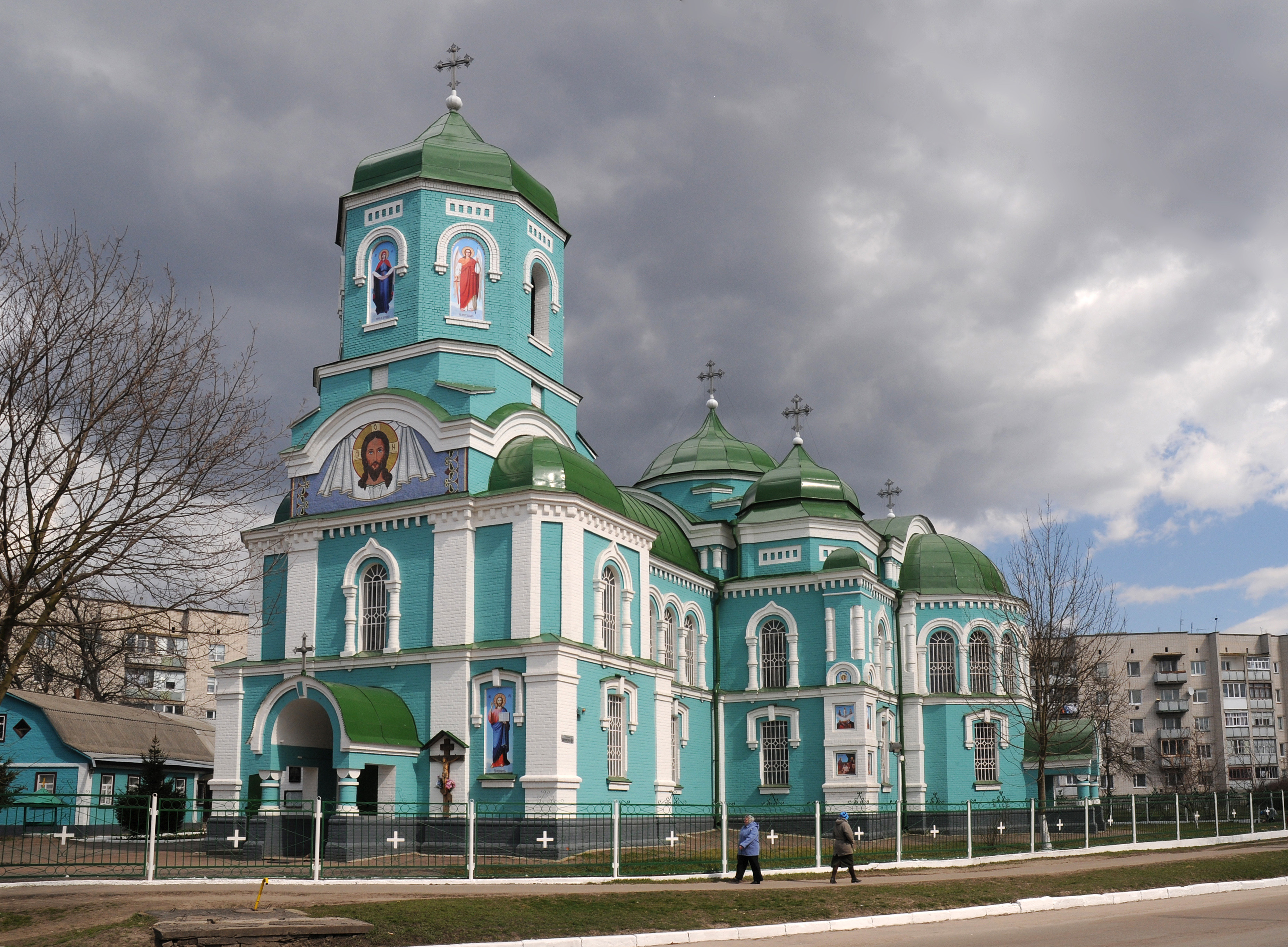
Свято-Успенский собор

Золотоно́ша (укр. Золотоноша) — город в Черкасской области Украины. Административный центр Золотоношского района. До 2020 года был городом областного подчинения.

## Географическое положение
Расположен на реке Золотоношка в 30 км от города Черкассы.

## История
На территории и в окрестностях города найдены каменные орудия труда бронзового века, могильник зарубинецкой и поселение черняховской культур, а также городище времён Киевской Руси, сожжённое монголо-татарами в XIII веке.
Первое письменное упоминание города датируется 1576 годом в завещании князя Богуша Корецкого.
В документах 1616 года Золотоноша упоминается как местечко, обнесённое валом, в котором каждую неделю проходили торги и ежегодно ярмарки. По требованию горожан князь освободил в 1627 году от налогов, за исключением нужд на оборону города и королевского сбора, и дал мещанам право создать ремесленное братство. Просуществовало оно 225 лет. Хоть магнат дал своё согласие снять подати с города, однако ремесленники Золотоноши и дальше должны были платить по полгроша в городскую казну ежегодно, давать свечи на две церкви и отбывать множественные повинности на городскую управу-ратушу.
В 1620-х годах — довольно значительное поселение. Казаки, которые селились вокруг Золотоноши, не признавали власть землевладельца. В 1625 году была основана Золотоношская казацкая сотня в составе Черкасского полка. В 1635 году город получил Магдебургское право. В 1640 году Золотоноша стала собственностью Иеремии Вишневецкого. Тогда в городе насчитывалось 273 хозяйства и приблизительно 1500 жителей.
В освободительной войне 1648—1654 годов казаки Золотоноши проявили большую активность, а именно, в разгроме вражеского авангарда под Жёлтыми Водами и главными силами польских войск под Корсунем. В мае 1648 года польский гарнизон, который стоял в Золотоношском замке, бежал за Днепр.
В 1649 году Золотоноша опять стала центром казацкой сотни. Около 1654 года Золотоноша как сотенный город перешла из Черкасского в Переяславский полк. Павел Алеппский, который путешествовал по Украине в 1654—1655 годы восхищался размахом торговли и образования. Он вспоминал, что в то время выделялись две оригинальные церкви, в старом стиле. Особого развития приобрело строительство крепостных сооружений. Замковые укрепления имели два въезда (Переяславский и Кропивненский), были окружены высокими земляными валами. Сам город стоял на острове, созданном рекой Золотоношкой и её притоком. Умелое соединение крепостных сооружений и местности делало Золотоношу неприступной.
Золотоношская казацкая сотня участвовала в бою со шведами под Эрестфером и в Полтавской битве 1709 года.
По материалам генерального описания Левобережной Украины 1765—1769 годов в Золотоноше жили 109 выборных казаков, 143 подпомощника, 26 помощников, 57 разночинцев и 340 крестьян. Большинство посполитых занималась земледелием в сочетании с ремёслами и промыслами.
В 1781 году Золотоноша стала городом, центром Золотоношского уезда Киевского наместничества, в 1796 года — Малороссийской, а в 1802 году — Полтавской губернии.
В 1803 году в городе проживало более 4,5 тысячи жителей (99 чиновников, 205 дворян, 122 военнослужащие в отставке, 105 купцов, 1841 мещанин, 1358 казаков, 195 казённых и 600 помещичьих крестьян.
Церквей православных — 5, домов каменных 8, деревянных 354, мазанок 914. Еврейская синагога и 2 молитвенных дома, городское училище, женская прогимназия. Ярмарок в году 5.
Казаки и крестьяне Золотоноши сражались с французскими захватчиками во время Отечественной войны 1812 года. В городе формировалось крестьянское ополчение Золотоношского уезда, в Крапивне — казацкое.
В 1848 году в городе вспыхнула эпидемия холеры, из 114 заболевших 40 умерли.
В 1855 году Золотоноша упоминается во второй главе романа И. С. Тургенева «Рудин».
В 1885 году здесь было 433 крестьянских хозяйства, в которых проживало 2248 человек.
В 1896 году здесь был построен ликёро-водочный завод.
В 1897 году через Золотоношу проложена узкоколейная железнодорожная линия Бахмач — Красное, 1912 года — ширококолейная Бахмач — Одесса.
В 1897 году в городе насчитывалось около 9 тысяч человек (малороссов — 60 %, евреев — 32 %, русских — 7,5 %).
В начале XX века Золотоноша — мелкий промышленный и заметный торговый центр.
В 1820 году в Золотоноше открыта уездная школа, в 1871 году — женская прогимназия (с 1904 года — гимназия), в 1906 году — мужская прогимназия (с 1910 года — гимназия), в 1897 году — театр.

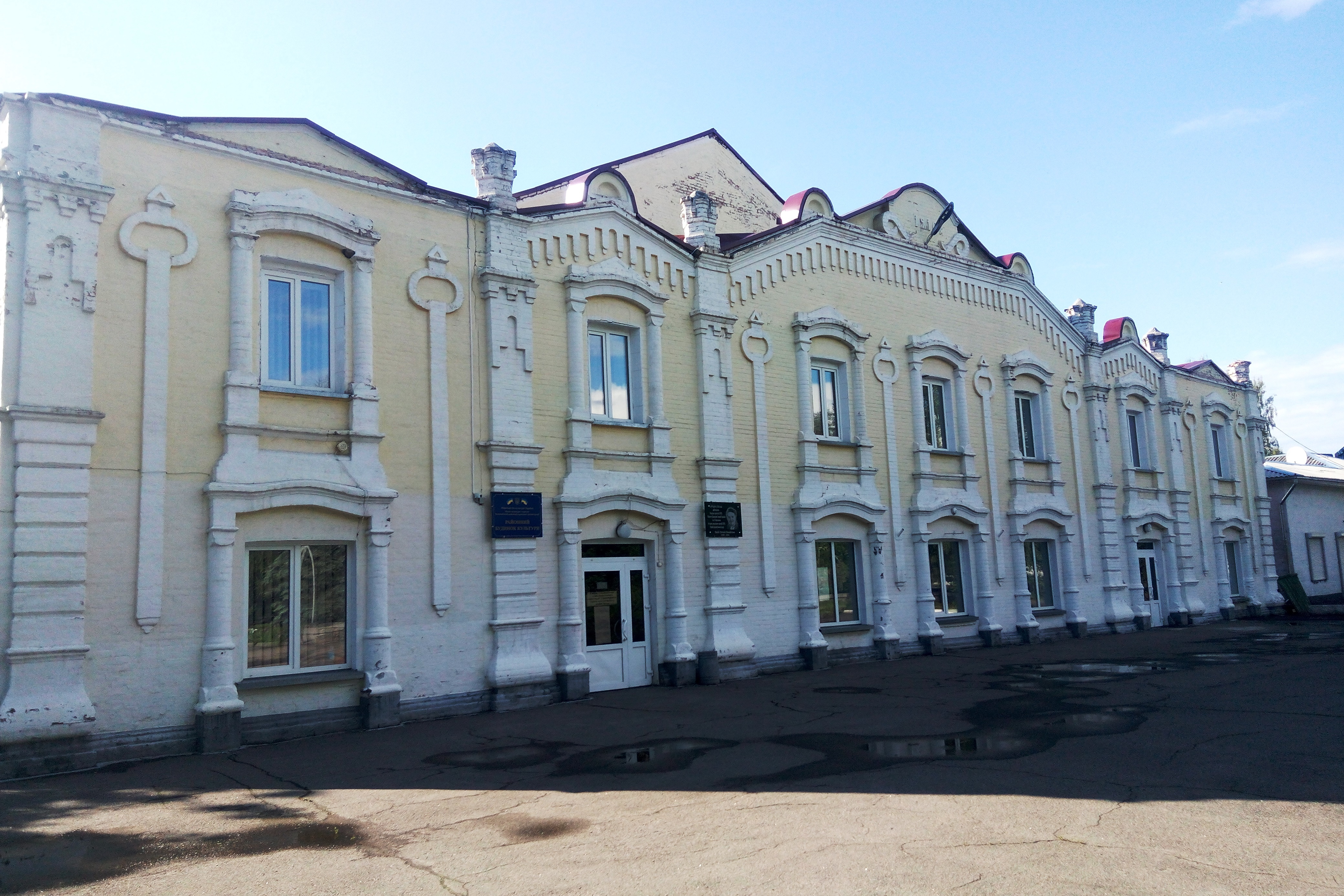
Дом культуры, где в 1916 г. дебютировала Народная артистка СССР Наталья Ужвий

В 1911 году основан чугунолитейный завод (ныне машиностроительный). В 1913 году здесь работали чугунолитейный завод, кирпичный «Вулкан» (с 1911 года), пивоварня (с 1903 года), уксусный и мыловаренный заводы, завод газовых и фруктовых вод, 2 паровых и 2 простых мельницы, 2 маслобойни, 3 крупорушки и т. д. Происходило 6 еженедельных ярмарок и 3 еженедельных базара.
30 января 1919 года здесь началось издание районной газеты.
С 1920 года Золотоноша — уездный город Кременчугской губернии, с 1922 года — Полтавской. В 1923 году создан Золотоношский район в составе Золотоношского округа (с 1925 года — Черкасского, с 1927 года — Шевченковского, ликвидированного в 1930 году). С 1932 года Золотоноша — районный центр Киевской, а с 1937 года — Полтавской области.
За годы довоенной пятилетки в городе создана новая промышленность:
- 1930 год — инкубаторная станция;
- 1931 год — коноплезавод, дубильня, крахмалопаточный завод;
- 1933 год — деревообрабатывающая артель «Победа»;
- 1934 год — мятный завод;
- 1938 год — пищекомбинат и другие предприятия.

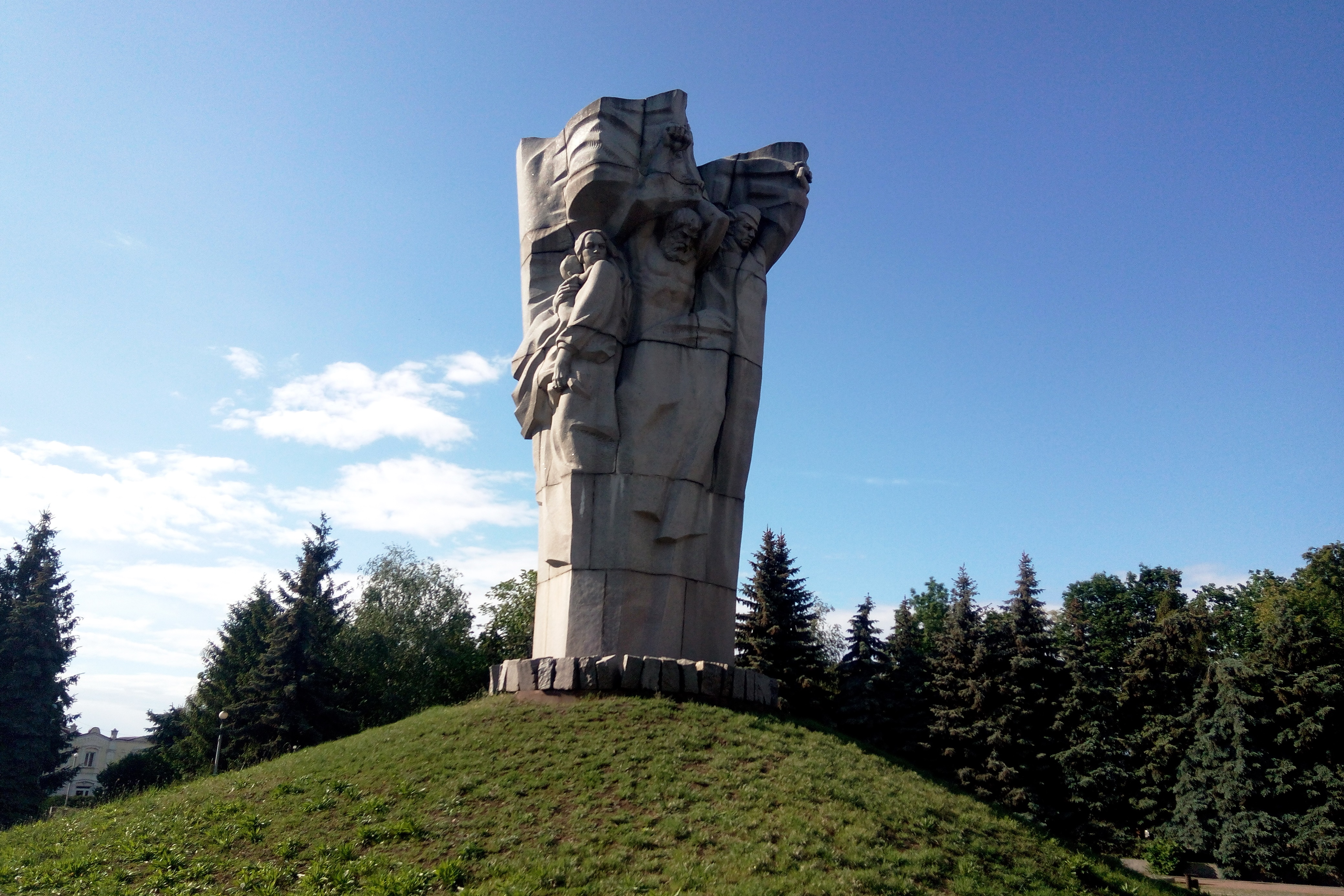
Памятник погибшему воину в Мемориальном парке

С 19 сентября 1941 по 22 сентября 1943 года Золотоноша находилась под немецкой оккупацией. На территории военного городка здесь был создан концентрационный лагерь для мирного населения, в котором были уничтожены 12 570 человек, в основном евреев. В феврале 1942 года возникла Золотоношская антифашистская организация, руководимая М. И. Савраном, Н. А. Соловьёвым и Г. Н. Николаевым. Более 2000 жителей участвовало в Великой Отечественной войне, около 1000 из них — погибли, более тысячи награждены орденами и медалями.
С 1954 года Золотоноша — районный центр Черкасской области. В 1970 году численность населения составляла 30,3 тыс. человек, здесь действовали ремонтно-механический завод, завод металлоизделий, завод парфюмерных изделий и эфирных масел, маслодельный завод, плодо-консервный завод, птицекомбинат, винодельческий комбинат, швейная фабрика, мебельная фабрика, сельскохозяйственный техникум и краеведческий музей.
В 1983 году здесь был построен крупный универмаг (2403,7 м² торговой площади, архитекторы Е. В. Зачиний и Т. Проценко).
В 1990 году основой экономики являлись предприятия пищевкусовой промышленности (консервной, парфюмерной и эфиромасличной), действовали предприятия по производству строительных материалов, художественных изделий и мебели.
В ноябре 1992 года Золотоноша получила статус города областного подчинения.
В мае 1995 года Кабинет министров Украины утвердил решение о приватизации находившихся в городе мясокомбината и ПМК № 216, в июле 1995 года — утвердил решение о приватизации завода «Спутник».
В марте 2007 года был признан банкротом завод железобетонных изделий.

## Население
Статистические данные по количеству населения города в разные годы:
| 1910   | 1979   | 1989   | 2001   | 2005   | 2006   | 2007   | 2008   | 2009   | 2010   | 2011   |
| ------ | ------ | ------ | ------ | ------ | ------ | ------ | ------ | ------ | ------ | ------ |
| 13 800 | 28 579 | 30 715 | 28 793 | 25 509 | 28 488 | 28 611 | 28 516 | 28 591 | 28 463 | 28 464 |

### Языковой состав
Родной язык населения по данным переписи 2001 года:
| Язык       | Численность, чел. | Доля     |
| ---------- | ----------------- | -------- |
| Украинский | 26 267            | 92,57 %  |
| Русский    | 1 846             | 6,51 %   |
| Другое     | 262               | 0,92 %   |
| Итого      | 28 375            | 100,00 % |

Вторжение России на Украину спровоцировало новую волну украинизации в городе, всё больше людей предпочитают говорить на украинском языке.

## Галерея
|                                                                      |              |                                                       |                         |                            |
| Дом детского и юношеского творчества (бывшая мужская гимназия, 1910) | Дом культуры | Памятник Дмитрию Неверовскому и Свято-Успенский собор | Бывшая женская гимназия | Спасо-Преображенский собор |

## Экономика
- комбинат хлебопродуктов[16]
- консервный завод «Роял Фрут»
- завод минеральных вод «Экония»
- завод «МакКофе»
- ТОВ «Нова Строй групп»

## Транспорт
Находится на железнодорожной ветке Бахмач — Одесса, а также на пересечении автодорог Борисполь — Запорожье и Золотоноша — Смела. Начальный пункт тупиковой железнодорожной линии Золотоноша — Леплява.